# Al-Qaida in Iraq
L'Organizzazione della base del jihād in Mesopotamia (in arabo تنظيم قاعدة الجهاد في بلاد الرافدين‎?, Tanẓīm qāʿidat al-jihād fī bilād al-rāfidayn), anche nota come al-Qāʿida in Iraq (AQI), è stato un gruppo terroristico gihadista e takfirita attivo in Vicino Oriente dal 2004 al 2006.
Il gruppo era nato come diramazione irachena di al-Qāʿida, evolutosi dalla Jama'at al-Tawhid wa al-Jihad, ed era comandato da Abū Muṣʿab al-Zarqāwī. È stato il secondo stadio del nucleo operativo che porterà alla nascita dell'autoproclamato califfato del cosiddetto Stato Islamico.

## Storia
Il gruppo è nato dalla fusione della Jamāʿat al-Tawḥīd wa al-Jihād di al-Zarqāwī con al-Qāʿida. I primi tentativi di contatto tra al-Zarqāwī e Osama bin Laden avvennero già mesi prima l'ufficiale unione, non di meno Il Pentagono aveva di suo intercettato i movimenti di al-Zarqāwī senza però riuscire nell'accertamento della faccenda. La conferma della loro fusione e la creazione del Tanẓīm qāʿidat al-jihād fī bilād al-rāfidayn furono ufficializzate nell'ottobre 2004, quando al-Zarqāwī giurò fedeltà a bin Laden; da allora la neonata organizzazione divenne nota anche come "al-Qāʿida in Iraq".
In questa nuova incarnazione, il Tanẓīm qāʿidat al-jihād fī bilād al-rāfidayn si rese protagonista di una spietata serie di attacchi terroristici in tutto il Vicino Oriente, come gli attentati di Amman del 2005, in Giordania. Durante la guerra in Iraq, Tanẓīm qāʿidat al-jihād fī bilād al-rāfidayn proseguì la sua alleanza con la guerriglia irachena antiamericana, e fu responsabile della maggior parte degli attentati terroristici in Iraq che generarono centinaia e centinaia di morti. Bersagli dell'organizzazione non furono solo le truppe statunitensi, ma in particolare anche musulmani sciiti, che avevano formato il governo iracheno insediato dopo Saddam Hussein. Particolarmente violento fu l'attacco a Mosul, dove un kamikaze del Tanẓīm si fece saltare in aria, all'interno di una moschea sciita, causando 46 morti e circa il doppio di feriti.
Dato l'incremento del potenziale statunitense in Iraq, Abū Muṣʿab al-Zarqāwī ampliò i suoi obiettivi, incitando i suoi seguaci a colpire i cinema e le scuole del paese, ma allo stesso tempo sollecitava la componente sunnita dell'Iraq a non partecipare alle elezioni volute dagli USA e dal governo sciita filo-americano. A causa dello stato di disordine generale e dei suoi frequenti spostamenti, numerose furono le voci che lo riguardavano e che lo volevano da un lato già catturato o in fuga dopo aver eluso sotto identità fittizie i posti di blocchi. 
Tuttavia al-Zarqāwī poté continuare ad agire con il suo Tanẓīm, ricevendo ordini da Ayman al-Ẓawāhirī, braccio destro di bin Laden, sul modo migliore per riprendere i piani di liberazione dell'Iraq e la creazione di un califfato.
Ma al-Zarqāwī non riuscì nel completare il piano, in quanto restò ucciso a Baʿqūba, nel 2006, a causa di una bomba guidata statunitense da 500 libbre. La morte di al-Zarqāwī fu un duro colpo per l'organizzazione, che tuttavia non si diede per vinta. Il suo posto fu infatti preso da Abū Ayyūb al-Maṣrī che, in linea con i piani indicati da al-Ẓawāhirī, rinominò l'organizzazione Dawlat al-ʿIrāq al-Islāmiyya ("Stato Islamico dell'Iraq"), al comando del quale rimase al comando fino alla sua morte nel 2010. 
Gli subentrò Abū Bakr al-Baghdādī come leader dello Stato Islamico in Iraq. La rottura ufficiale con al-Qāʿida avvenne nel febbraio 2014, quando al-Qāʿida annunciò la sua dissociazione dall'ISIS. Successivamente, il 29 giugno 2014, al-Baghdādī proclamò la nascita del califfato.